# 骆泽民
骆泽民，辽宁沈阳人，古董商人、钱币学家，曾在故宫博物院、中国历史博物馆任职。

## 生平
1931年，骆泽民在北京东华门大街开设“汇泉堂古钱铺”，主要经营古钱币。

## 轶事
二十世纪三四十年代，骆泽民与上海泉商戴葆庭曾被钱币学界誉为“南戴北骆”。